# Campeonato FIBA Oceanía Femenino de 2015
El Campeonato FIBA Oceanía Femenino de 2015 fue la 16.ª edición del campeonato de baloncesto femenino de Oceanía. El torneo contó con una serie de dos partido entre Australia y Nueva Zelanda. Sirvió para clasificar un equipo a los Juegos Olímpicos de Río de Janeiro 2016. El primer partido se celebró el sábado 15 de agosto de 2015 en Melbourne, Australia, mientras que el segundo partido se disputó el lunes 17 de agosto de 2015 en Tauranga, Nueva Zelanda.
Australia ganó los dos partidos de la serie, clasificando a los Juegos Olímpicos de Río de Janeiro 2016. Mientras que Nueva Zelanda avanzó al Torneo Preolímpico Femenino FIBA 2016, el último torneo para clasificar a los olímpicos.

## Calendario
| 1P | Primer partido | 2P | Segundo partido |

| Agosto   | Agosto | 15 Sáb | 16 Dom | 17 Lun |
| -------- | ------ | ------ | ------ | ------ |
| Certamen |        |        |        |        |

## Resultados
|           | Resultado general |               |
| --------- | ----------------- | ------------- |
| Australia | 141 - 104         | Nueva Zelanda |

### Primer partido
| 16 de agosto         | Australia                                                  | 61–41                | Nueva Zelanda                                                       |                                                                                                   |  |  |
|                      | Parciales: 15 - 5, 14 - 12, 21 - 12, 11 - 12               |                      |                                                                     |                                                                                                   |  |  |
|                      | Estadísticas Suzy Batkovic 16 Tessa Lavey 11 Tess Madgen 6 | Reporte Pts Reb Asts | Estadísticas tres jugadoras 7 c/u Penina Davidson 7 Micaela Cocks 3 | Pabellón: Rod Laver Arena, Melbourne Árbitros: Nicolas Fernandes Bradley Giersch Dallas Pickering |  |  |
| Australia lidera 1-0 |                                                            |                      |                                                                     |                                                                                                   |  |  |
|                      |                                                            |                      |                                                                     |                                                                                                   |  |  |

### Segundo partido
| 17 de agosto                | Nueva Zelanda                                                     | 63–80                | Australia                                                       |                                                                                            |  |  |
|                             | Parciales: 14 - 14, 19 - 26, 14 - 18, 16 - 22                     |                      |                                                                 |                                                                                            |  |  |
|                             | Estadísticas Micaela Cocks 21 Penina Davidson 12 Kalani Purcell 3 | Reporte Pts Reb Asts | Estadísticas Laura Hodges 22 tres jugadoras 5 c/u Tessa Lavey 7 | Pabellón: ASB Arena, Tauranga Árbitros: Luis Miguel Gallardo Toni Caldwell Gavin Zimmerman |  |  |
| Australia gana la serie 2-0 |                                                                   |                      |                                                                 |                                                                                            |  |  |
|                             |                                                                   |                      |                                                                 |                                                                                            |  |  |

## Clasificadas

### Clasificada a Río 2016
| Australia Campeón del campeonato |

### Al preolímpico
| Nueva Zelanda Subcampeón del campeonato |